# Acer diabolicum
Acer diabolicum là một loài thực vật có hoa trong họ Bồ hòn. Loài này được Blume ex K.Koch mô tả khoa học đầu tiên năm 1864.

## Hình ảnh

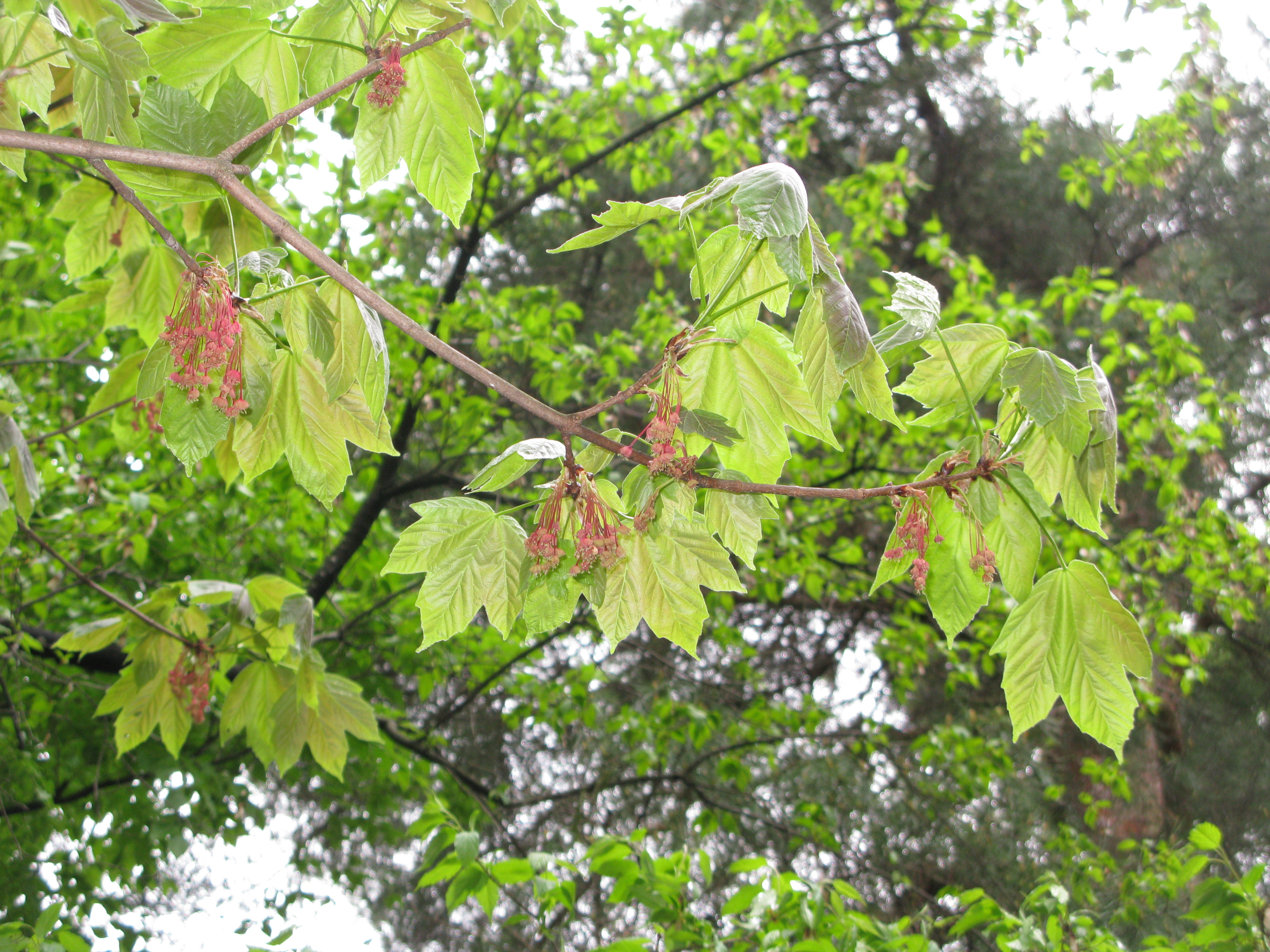
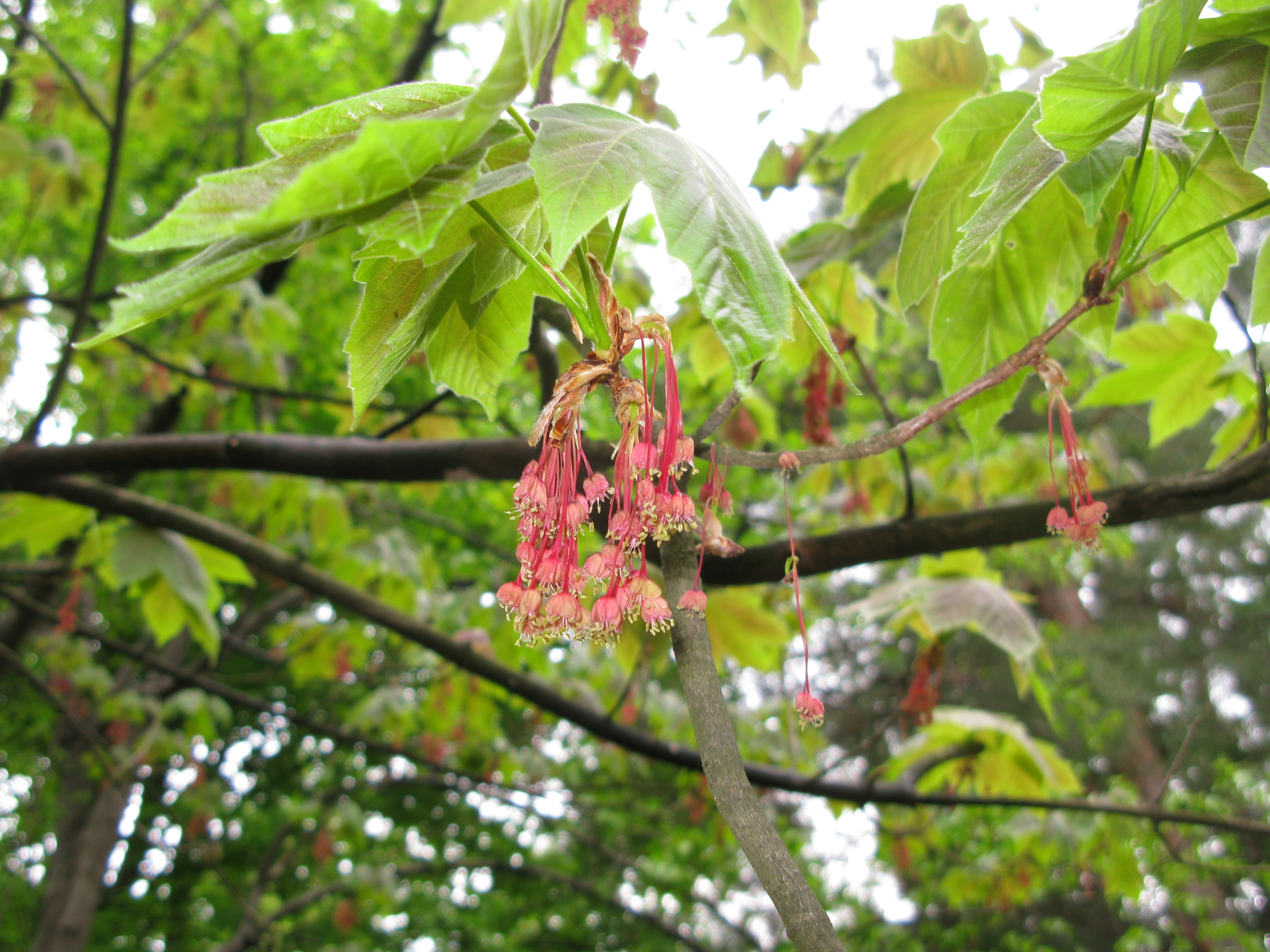
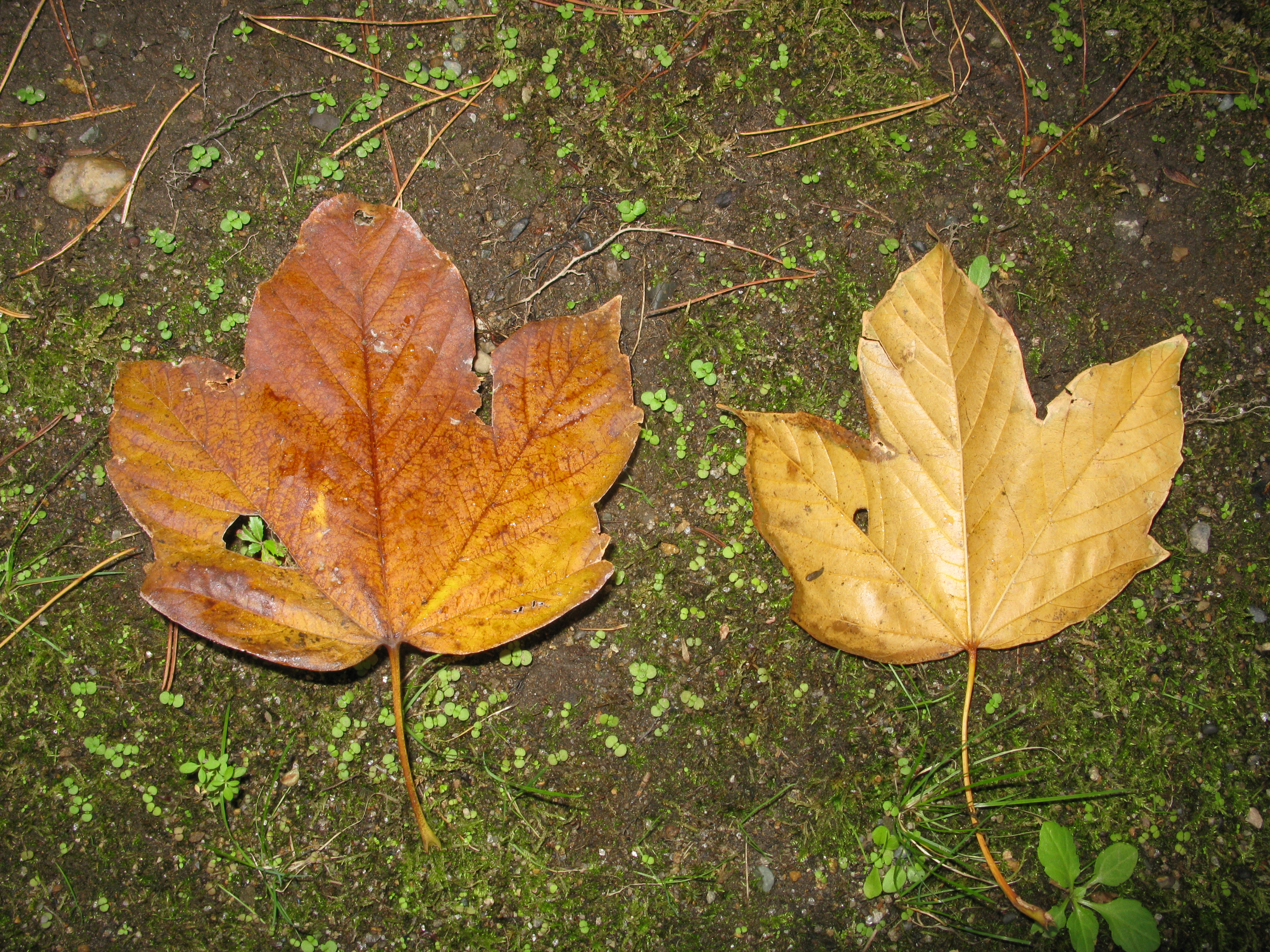
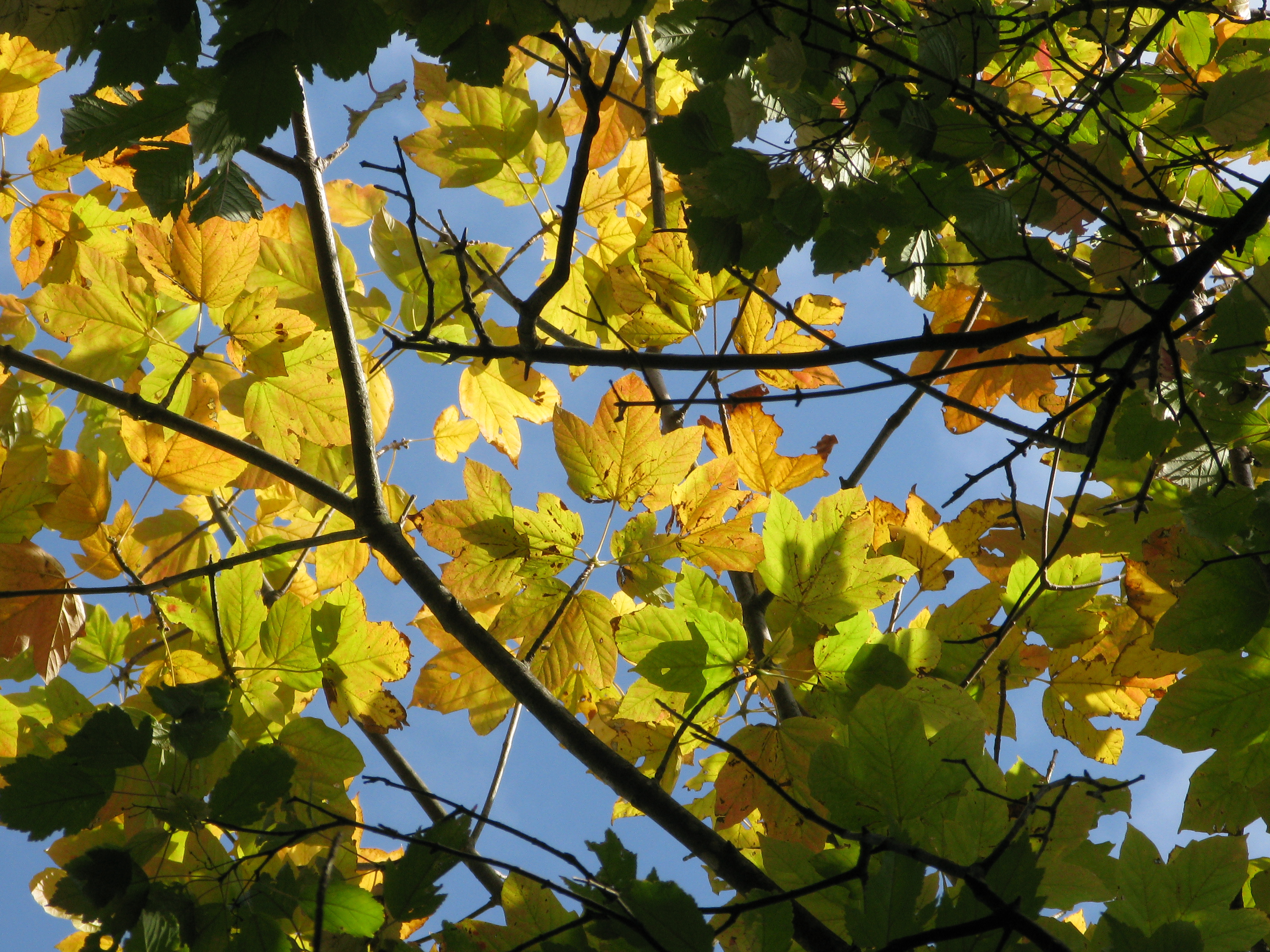